# Sjevernoasamski jezici
Sjevernoasamski jezici (tani), jezici sjevernoasamskih naroda koja pripada tibetsko-burmanskoj skupini, sinotibetska porodica.
Jezici ove skupine poznati su i kao tani, a rašireni su na području sjevernog Assama u Indiji. Predstavnici su: adi [adi]; galo adi [adl], apatani [apt]; bugun [bgg]; digaro-mishmi [mhu]; idu-mishmi [clk]; miju-mishmi [mxj]; miri [mrg]; na [nbt]; nisi [dap]; i sulung [suv].
Prema ranijoj klasifikaciji pripadali su joj i deng jezici Darang Deng [dat] i Geman Deng [gen] iz Kine, za koje je ustanovljeno da su isto što i digaro-mishmi i miju-mishmi, pa su identifikatori [dat] i [gen] povučeni iz upotrebe.

## Vanjske poveznice
- Ethnologue (14th)
- Ethnologue (15th)